# Diapensia wardii
Diapensia wardii là một loài thực vật có hoa trong họ Diapensiaceae. Loài này được W.E.Evans mô tả khoa học đầu tiên năm 1927.